# Rocafort
Rocafort (en valencien et en castillan), également connue en valencien sous le nom de Rocafort de Campolivar, est une commune d'Espagne de la province de Valence dans la Communauté valencienne. Elle est située dans la comarque de l'Horta Nord et dans la zone à prédominance linguistique valencienne.

## Géographie

Localisation de Rocafort
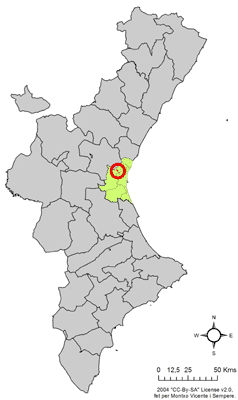
dans la Communauté valencienne.
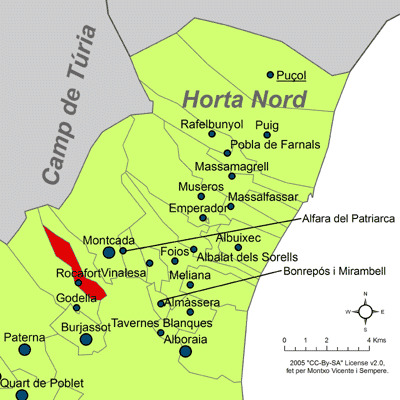
dans la comarque de l'Horta Nord.

### Infrastructures et voies d'accès
La commune de Rocafort est desservie par la ligne 1 du métro de Valence.

## Jumelage
- Baillargues (France)